# 95. dodjela Oscara
95. dodjela Oscara održat će se u Los Angelesu u Dolby Theatreu, 12. ožujka 2023. Ceremoniju će voditi Jimmy Kimmel.
Nominacije su 24. siječnja 2023. objavili Riz Ahmed i Allison Williams.

## Kandidati i pobjednici

### Najbolji film
- Na Zapadu ništa novo – producent, Malte Grunert
- Avatar: Put vode – producenti, James Cameron i Jon Landau
- Duhovi otoka – producent, Graham Broadbent, Peter Czernin i Martin McDonagh
- Elvis – producenti, Baz Luhrmann, Catherine Martin, Gail Berman, Patrick McCormick i Schuyler Weiss
- Sve u isto vrijeme – producenti, Daniel Kwan i Daniel Schienert i Jonathan Wang
- Fabelmanovi – producenti,Kristie Macosko Krieger, Steven Spielberg and Tony Kushner
- Tar – producenti,Todd Field, Alexandra Milchan i Scott Lambert
- Top Gun: Maverick – producenti,Tom Cruise, Christopher McQuarrie, David Ellison i Jerry Bruckheimer
- Trokut tuge – producenti, Erik Hemmendorff i Philppe Bober
- Women Talking – producenti, Dede Gardner, Jeremy Kleiner i Frances McDormand

### Najbolji redatelj
- Daniel Kwan i Daniel Schienert – Sve u isto vrijeme
- Todd Field – Tar
- Martin McDonagh – Duhovi otoka
- Ruben Östlund – Trokut tuge
- Steven Spielberg – Fabelmanovi

### Najbolji glavni glumac
- Austin Butler – Elvis kao Elvis Presley
- Colin Farrell – Duhovi otoka kao Pádraic Súilleabháin
- Brendan Fraser – Kit kao Charlie
- Paul Mescal – Aftersun kao Calum Paterson
- Bill Nighy – Living kao Mr. Williams

### Najbolja glavna glumica
- Cate Blanchett – Tar kao Lydia Tár
- Ana de Armas – Plavuša kao Norma Jeane Mortensen / Marilyn Monroe
- Andrea Riseborough – To Leslie kao Leslie Rowlands
- Michelle Williams – Fabelmanovi kao Mitzi Schildkraut-Fabelman
- Michelle Yeoh – Sve u isto vrijeme kao Evelyn Wang

### Najbolji sporedni glumac
- Brendan Gleeson – Duhovi otoka kao Colm Doherty
- Brian Tyree Henry – Causeway kao James Aucoin
- Judd Hirsch – Fabelmanovi kao Boris Schildkraut
- Barry Keoghan – Duhovi otoka kao Dominic Kearney
- Ke Huy Quan – Sve u isto vrijeme as Waymond Wang

### Najbolja sporedna glumica
- Angela Bassett – Black Panther: Wakanda Zauvijek kao kraljica Ramonda
- Hong Chau – Kit kao Liz
- Kerry Condon – Duhovi otoka kao Siobhán Súilleabháin
- Jamie Lee Curtis – Sve u isto vrijeme kao Deirdre Beaubeirdre
- Stephanie Hsu – Sve u isto vrijeme kao Joy Wang / Jobu Tupaki

### Najbolji originalni scenarij
- Duhovi otoka – Martin McDonagh
- Sve u isto vrijeme – Daniel Kwan i Daniel Schienert
- Fabelmanovi – Steven Spielberg i Tony Kushner
- Tar – Todd Field
- Trokut tuge – Ruben Östlund

### Najbolji adaptirani scenarij
- Na Zapadu ništa novo – Edward Berger, Lesley Paterson, i Ian Stokell prema romanu autorice Erich Maria Remarque
- Nož u leđa: Glass Onion – Rian Johnson temeljen na likovima koje je stvorio Johnson i filmu Nož u leđa
- Living – Kazuo Ishiguro temeljen na scenariju originalnog filma Živjeti Akire Kurosawe, Shinobua
- Top Gun: Maverick – scenarij Ehrena Krugera, Erica Warrena Singera i Christophera McQuarriea priča Petera Craiga i Justina Marksa

### Najbolji strani film
- Na Zapadu ništa novo (Njemačka) – redatelja Edward Berger
- Argentina, 1985. (Argentina) – redatelja Santiago Mitre
- Close (Belgija) – redatelja Lukas Dhont
- EO (Poljska) – redatelja Jerzy Skolimowski
- Tiha djevojka (Irska) – redatelja Colm Bairéad

### Najbolji animirani film
- Pinokio Guillerma del Tora – Guillermo del Toro, Mark Gustafson, Gary Ungar i Alex Bulkley
- Marcel the Shell with Shoes On – Dean Fleischer Camp, Elisabeth Holm, Andrew Goldman, Caroline Kaplan i Paul Mezey
- Mačak u čizmama: Posljednja želja – Joel Crawford i Mark Swift
- Morska neman – Chris Williams i Jed Schlanger
- Crvena panda – Domee Shi i Lindsey Collins

### Najbolja fotografija
- Na Zapadu ništa novo – James Friend
- BARDO, lažna kronika nekolicine istina – Darius Khondji
- Elvis – Mandy Walker
- Empire of Light – Roger Deakins
- Tár – Florian Hoffmeister

### Najbolja montaža
- Duhovi otoka – Mikkel E. G. Nielsen
- Elvis – Matt Villa and Jonathan Redmond
- Sve u isto vrijeme – Paul Rogers
- Tár – Monika Willi
- Top Gun: Maverick – Eddie Hamilton

### Najbolja scenografija
- Na Zapadu ništa novo – scenografija: Christian M. Goldbeck; Dekoracija seta: Ernestine Hipper
- Avatar: Put vode – dizajn: Dylan Cole i Ben Procter; Dekoracija seta: Vanessa Cole
- Babylon – dizajn: Florencia Martin; Dekoracija seta: Anthony Carlino
- Elvis – dizajn: Catherine Martin i Karen Murphy; Dekoracija seta: Bev Dunn
- Fabelmanovi – dizajn: Rick Carter; dekoracija seta: Karen O'Hara

### Najbolja šminka
- Na Zapadu ništa novo – Heike Merker i Linda Eisenhamerová
- Batman – Naomi Donne, Mike Marino i Mike Fontaine
- Black Panther: Wakanda Zauvijek – Camille Friend i Joel Harlow
- Elvis – Mark Coulier, Jason Baird i Aldo Signoretti
- The Whale – Adrien Morot, Judy Chin i Anne Marie Bradley

### Najbolji dizajn kostima
- Babylon – Mary Zophres
- Black Panther: Wakanda Zauvijek – Ruth Carter
- Elvis – Catherine Martin
- Sve u isto vrijeme – Shirley Kurata
- Gospođa Harris ide u Pariz – Jenny Beavan

### Najbolji vizualni efekti
- Na Zapadu ništa novo – Frank Petzold, Viktor Müller, Markus Frank i Kamil Jafar
- Avatar: Put vode – Joe Letteri, Richard Baneham, Eric Saindon i Daniel Barrett
- Batman – Dan Lemmon, Russell Earl, Anders Langlands i Dominic Tuohy
- Black Panther: Wakanda Zauvijek – Geoffrey Baumann, Craig Hammack, R. Christopher White i Dan Sudick
- Top Gun: Maverick – Ryan Tudhope, Seth Hill, Bryan Litson i Scott R. Fisher

### Najbolja originalna glazba
- Na Zapadu ništa novo  – Volker Bertelmann
- Babylon – Justin Hurwitz
- The Banshees of Inisherin – Carter Burwell
- Sve u isto vrijeme – Son Lux
- The Fabelmans – John Williams

### Najbolja originalna pjesma
- "Applause" iz filma Tell It Like a Woman – glazba i tekst Diane Warren
- "Hold My Hand" iz filma Top Gun: Maverick – glazba i tekst Lady Gaga i BloodPop
- "Lift Me Up" iz filma Black Panther: Wakanda Zauvijek – glazba Tems, Rihanna, Ryan Coogler i Ludwig Göransson; tekst: Tems i Ryan Coogler
- "Naatu Naatu" iz filma RRR – glazba M. M. Keeravani; tekst Chandrabose
- "This Is a Life" iz filma Sve u isto vrijeme – glazba Ryan Lott, David Byrne i Mitski; tekst Ryan Lott i David Byrne

### Najbolji zvuk
- Na Zapadu ništa novo – Viktor Prášil, Frank Kruse, Markus Stemler, Lars Ginzel i Stefan Korte
- Avatar: The Way of Water – Julian Howarth, Gwendolyn Yates Whittle, Dick Bernstein, Christopher Boyes, Gary Summers i Michael Hedges
- The Batman – Stuart Wilson, William Files, Douglas Murray i Andy Nelson
- Elvis – David Lee, Wayne Pashley, Andy Nelson i Michael Keller
- Top Gun: Maverick – Mark Weingarten, James H. Mather, Al Nelson, Chris Burdon i Mark Taylor

### Najbolji dokumentarni film
- All That Breathes – Shaunak Sen, Aman Mann i Teddy Leifer
- All the Beauty and the Bloodshed – Laura Poitras, Howard Gertler, John Lyons, Nan Goldin i Yoni Golijov
- Fire of Love – Sara Dosa, Shane Boris i Ina Fichman
- A House Made of Splinters – Simon Lereng Wilmont i Monica Hellström
- Navalny – Daniel Roher, Odessa Rae, Diane Becker, Melanie Miller i Shane Boris

### Najbolji kratkometražni dokumentarni film
- Šaptači slonovima – Kartiki Gonsalves i Guneet Monga
- Haulout – Evgenia Arbugaeva i Maxim Arbugaev
- How Do You Measure a Year? – Jay Rosenblatt
- Efekt Marthe Mitchell – Anne Alvergue i Beth Levison
- Stranger at the Gate – Joshua Seftel i Conall Jones

### Najbolji kratkometražni igrani film
- An Irish Goodbye – Tom Berkely i Ross White
- Ivalu – Anders Walter i Rebecca Pruzan
- Le Pupille – Alice Rohrwacher i Alfonso Cuarón
- Night Ride – Eirik Tveiten i Gaute Lid Larssen
- The Red Suitcase – Cyrus Neshvad

### Najbolji kratkometražni animirani film
- The Boy, the Mole, the Fox and the Horse – Charlie Mackesy i Matthew Freud
- The Flying Sailor – Wendy Tilby i Amanda Forbis
- Ice Merchants – João Gonzalez i Bruno Caetano
- My Year of Dicks – Sara Gunnarsdóttir i Pamela Ribbon
- An Ostrich Told Me the World Is Fake and I Think I Believe It – Lachlan Pendragon

## Specijalne nagrade
Akademija je 21. lipnja 2022. proglasila svoje dobitnike 13. godišnje ceremonije dodjele nagrada Governors. Održana je 19. studenog 2022. godine, a tijekom manifestacije dodijeljene su počasne nagrade Oscar i humanitarna nagrada Jean Hersholt sljedećim dobitnicima:

### Oscar za životno djelo
- Euzhan Palcy
- Diane Warren
- Peter Weir

### Humanitarna nagrada Jean Hersholt
- Michael J. Fox

## Filmovi s najviše nominacija i nagrada

### Nagrade
| Nagrada | Film |
| ------- | ---- |
|         |      |

### Nominacije
| Nominacija | Film                            |
| ---------- | ------------------------------- |
| 11         | Sve u isto vrijeme              |
| 9          | Na Zapadu ništa novo            |
| 9          | Duhovi otoka                    |
| 8          | Elvis                           |
| 7          | Fabelmanovi                     |
| 6          | Tar                             |
| 6          | Top Gun: Maverick               |
| 5          | Black Panther: Wakanda Zauvijek |
| 4          | Avatar: Put vode                |
| 3          | Babylon                         |
| 3          | Batman                          |
| 3          | Trokut tuge                     |
| 3          | Kit                             |
| 2          | Living                          |
| 2          | Women Talking                   |

## Vanjske poveznice
- Academy Awards - Službena stranica
- The Academy of Motion Picture Arts and Sciences - Službena stranica